# День искупления
«День искупления» (фр. Le Grand pardon) — французский кинобоевик режиссёра Александра Аркади, вышедший в 1982 году. Другое название фильма — «Тысяча извинений».

## Сюжет
Клан Беттунов: Раймон (патриарх), Морис (сын), Джеки (племянник), Ролан (племянник), Альберт (кузен Раймона), Пепе (друг Раймона), Samy (телохранитель) — семейный клан каидов, евреев-французов алжирского происхождения — преступная организация. Их деятельность — управление тайными казино, организация боксёрских матчей, подпольные игры, сутенёрство, рэкет и кровожадные сведения счётов с другими арабскими и французскими кланами.
Раймон Беттун культивирует «средиземноморскую семейственность» и защищает свой мафиозный клан. Он хочет отобрать казино Biarritz у своего врага — Мануэля Каррераса.
При помощи Пономаря ему удаётся поднять клан арабов против клана евреев. Параллельно комиссар Дюше пытается уничтожить все эти кланы и засадить их членов в тюрьму.

## В ролях
- Роже Анен — Раймон Беттун
- Робер Оссейн — Мануэль Каррерас
- Ришар Берри — Морис Беттюн
- Жан-Пьер Бакри — Джеки Азулэ
- Жерар Дармон — Ролан Беттюн
- Жан-Луи Трентиньян — комиссар Дюше
- Ришар Боренже — Пономарь
- Бернар Жиродо — Паскаль Виллар
- Жан Бенгиги — Альбер Зэкри
- Серж Генсбур — камео